# Snowboarden op de Olympische Winterspelen 2010 - Snowboardcross mannen

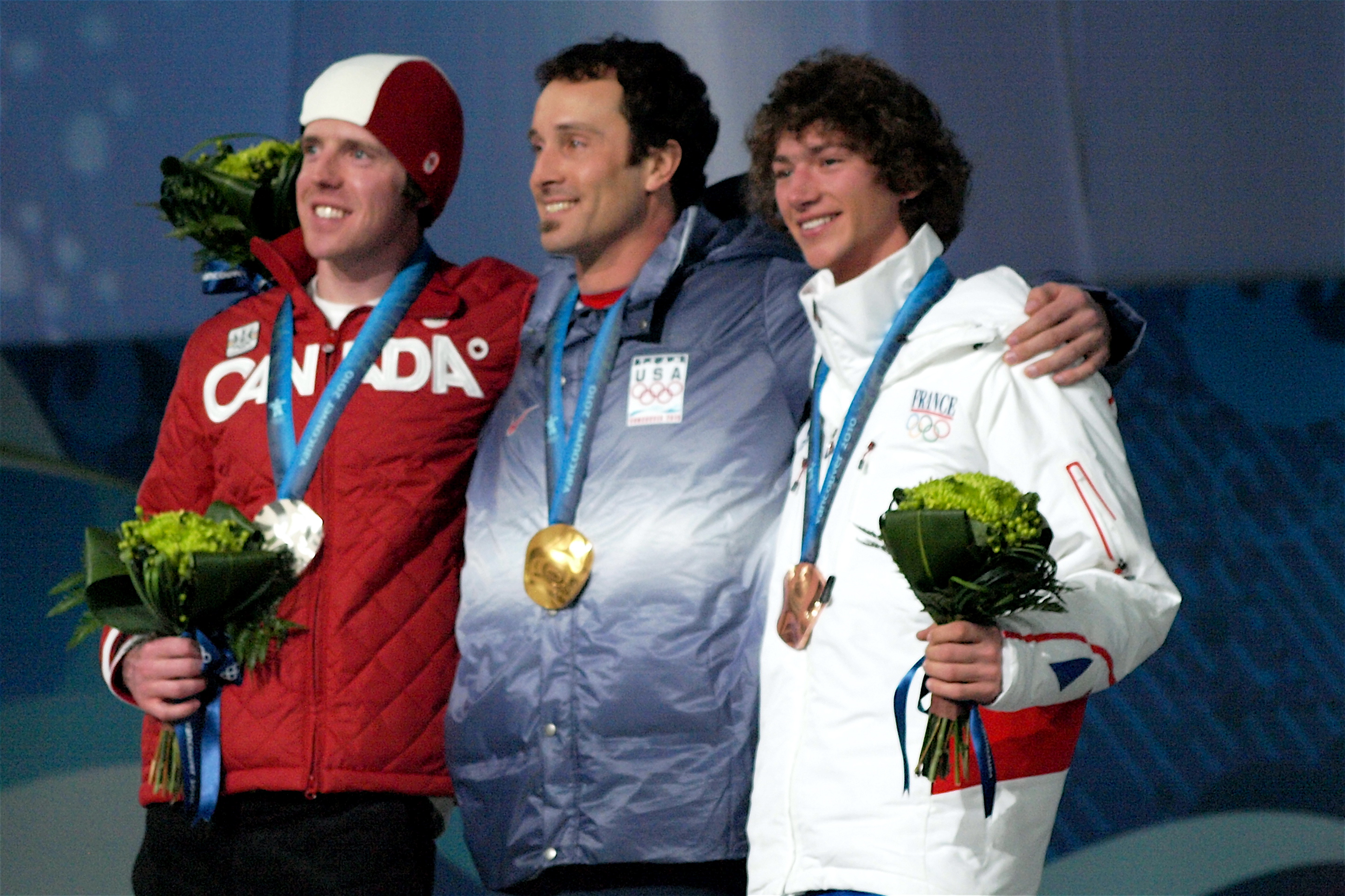
Huldiging van de Snowboardcross mannen, Olympische Winterspelen 2010

De Snowboardcross mannen tijdens de Olympische Winterspelen 2010 vond plaats op maandag 15 februari in Cypress Mountain. Titelverdediger Seth Wescott uit de Verenigde Staten wist zijn titel uit Turijn te prolongeren.

## Uitslagen

### Kwalificatie
| #  | Bib | Naam                 | Land             | 1e run  | 2e run  | Snelste tijd | Opm. |
| -- | --- | -------------------- | ---------------- | ------- | ------- | ------------ | ---- |
| 1  | 33  | Alex Pullin          | Australië        | 1.21,17 | 1.20,15 | 1.20,15      | Q    |
| 2  | 35  | Graham Watanabe      | Verenigde Staten | 1.22,25 | 1.20,53 | 1.20,53      | Q    |
| 3  | 40  | Mike Robertson       | Canada           | 1.21,73 | 1.20,15 | 1.20,15      | Q    |
| 4  | 50  | Xavier de Le Rue     | Frankrijk        | 1.21,33 | 1.21,86 | 1.21,33      | Q    |
| 5  | 39  | Mario Fuchs          | Oostenrijk       | 1.21,84 | 1.21,53 | 1.21,53      | Q    |
| 6  | 36  | Pierre Vaultier      | Frankrijk        | 1.23,37 | 1.21,63 | 1.21,63      | Q    |
| 7  | 45  | Nick Baumgartner     | Verenigde Staten | 1.22,64 | 1.21,70 | 1.21,70      | Q    |
| 8  | 47  | Nate Holland         | Verenigde Staten | 1.21,78 | DSQ     | 1.21,78      | Q    |
| 9  | 56  | Damon Hayler         | Australië        | 1.22,10 | 1.21,81 | 1.21,81      | Q    |
| 10 | 38  | Robert Fagan         | Canada           | 1.23,06 | 1.21,87 | 1.21,87      | Q    |
| 11 | 49  | Drew Neilson         | Canada           | 1.22,01 | 1.22,34 | 1.22,01      | Q    |
| 12 | 42  | Lukas Grüner         | Oostenrijk       | 1.22,04 | 1.24,35 | 1.22,04      | Q    |
| 13 | 55  | Alberto Schiavon     | Italië           | 1.22,58 | 1.22,33 | 1.22,33      | Q    |
| 14 | 52  | Tony Ramoin          | Frankrijk        | 1.23,62 | 1.22,34 | 1.22,34      | Q    |
| 15 | 46  | Francois Boivin      | Canada           | 1.32,72 | 1.22,75 | 1.22,75      | Q    |
| 16 | 53  | Fabio Caduff         | Zwitserland      | 1.24,84 | 1.22,78 | 1.22,78      | Q    |
| 17 | 41  | Seth Wescott         | Verenigde Staten | 1.25,69 | 1.22,87 | 1.22,87      | Q    |
| 18 | 62  | Stefano Pozzolini    | Italië           | 1.24,41 | 1.23,08 | 1.23,08      | Q    |
| 19 | 61  | Federico Raimo       | Italië           | 1.23,16 | 1.23,35 | 1.23,16      | Q    |
| 20 | 65  | Andrey Boldykov      | Rusland          | 1.23,28 | 1.30,20 | 1.23,28      | Q    |
| 21 | 34  | Markus Schairer      | Oostenrijk       | 1.29,56 | 1.23,33 | 1.23,33      | Q    |
| 22 | 60  | Rok Rogeij           | Slovenië         | 1.23,37 | 1.23,50 | 1.23,37      | Q    |
| 23 | 43  | Paul-Henri de Le Rue | Frankrijk        | 1.23,60 | 1.23,57 | 1.23,57      | Q    |
| 24 | 51  | Stian Sivertzen      | Noorwegen        | 1.25,08 | 1.23,80 | 1.23,80      | Q    |
| 25 | 63  | Joachim Havikhagen   | Noorwegen        | 1.23,87 | 1.25,23 | 1.23,87      | Q    |
| 26 | 48  | David Speiser        | Duitsland        | 1.27,37 | 1.23,92 | 1.23,92      | Q    |
| 27 | 59  | Maciej Jodko         | Polen            | 1.24,76 | 1.24,11 | 1.24,11      | Q    |
| 28 | 54  | Mateusz Ligocki      | Polen            | 1.27,03 | 1.24,11 | 1.24,11      | Q    |
| 29 | 37  | Michal Novotný       | Tsjechië         | 1.24,23 | 1.24,53 | 1.24,23      | Q    |
| 30 | 58  | Simone Malusa        | Italië           | 1.24,88 | 1.24,53 | 1.24,53      | Q    |
| 31 | 66  | Regino Hernández     | Spanje           | 1.28,66 | 1.25,90 | 1.25,90      | Q    |
| 32 | 44  | David Bakeš          | Tsjechië         | DNF     | 1.26,05 | 1.26,05      | Q    |
| 33 | 57  | Konstantin Schad     | Duitsland        | 1.26,69 | DNF     | 1.26,69      |      |
| 34 | 67  | Lluis Marin Tarroch  | Andorra          | DNF     | 1.47,36 | 1.47,36      |      |
| 99 | 64  | Jordi Font           | Spanje           | DNF     | DNS     | 9.99,99      |      |

### Knockoutronde

#### Achtste finales
De beste 32 boarders uit de kwalificatie kwalificeerden zich voor de achtste finales. Vanaf hier ging het toernooi verder met viermans knockout races, de eerste twee gingen telkens door naar de volgende ronde.
Heat 1
| # | Bib | Naam         | Land | Opm. |
| - | --- | ------------ | ---- | ---- |
| 1 | 17  | Seth Wescott | USA  | Q    |
| 2 | 16  | Fabio Caduff | SUI  | Q    |
| 3 | 1   | Alex Pullin  | AUS  |      |
| 4 | 32  | David Bakeš  | CZE  |      |

Heat 2
| # | Bib | Naam               | Land | Opm. |
| - | --- | ------------------ | ---- | ---- |
| 1 | 8   | Nate Holland       | USA  | Q    |
| 2 | 9   | Damon Hayler       | AUS  | Q    |
| 3 | 25  | Joachim Havikhagen | NOR  |      |
| 4 | 24  | Stian Sivertzen    | NOR  |      |

Heat 3
| # | Bib | Naam            | Land | Opm. |
| - | --- | --------------- | ---- | ---- |
| 1 | 12  | Lukas Grüner    | AUT  | Q    |
| 2 | 5   | Mario Fuchs     | AUT  | Q    |
| 3 | 21  | Markus Schairer | AUT  |      |
| 4 | 28  | Mateusz Ligocki | POL  |      |

Heat 4
| # | Bib | Naam             | Land | Opm. |
| - | --- | ---------------- | ---- | ---- |
| 1 | 20  | Andrey Boldykov  | RUS  | Q    |
| 2 | 29  | Michal Novotny   | CZE  | Q    |
| 4 | 13  | Alberto Schiavon | ITA  |      |
| 4 | 4   | Xavier de Le Rue | FRA  |      |

Heat 5
| # | Bib | Naam           | Land | Opm. |
| - | --- | -------------- | ---- | ---- |
| 1 | 3   | Mike Robertson | CAN  | Q    |
| 2 | 14  | Tony Ramoin    | FRA  | Q    |
| 3 | 30  | Simone Malusa  | ITA  |      |
| 4 | 19  | Federico Raimo | ITA  |      |

Heat 6
| # | Bib | Naam            | Land | Opm. |
| - | --- | --------------- | ---- | ---- |
| 1 | 6   | Pierre Vaultier | FRA  | Q    |
| 2 | 11  | Drew Neilson    | CAN  | Q    |
| 3 | 27  | Maciej Jodko    | POL  |      |
| 4 | 22  | Rok Rogeij      | SLO  |      |

Heat 7
| # | Bib | Naam                 | Land | Opm. |
| - | --- | -------------------- | ---- | ---- |
| 1 | 10  | Robert Fagan         | CAN  | Q    |
| 2 | 26  | David Speiser        | GER  | Q    |
| 3 | 23  | Paul-Henri de Le Rue | FRA  |      |
| 4 | 7   | Nick Baumgartner     | USA  |      |

Heat 8
| # | Bib | Naam              | Land | Opm. |
| - | --- | ----------------- | ---- | ---- |
| 1 | 15  | Francois Boivin   | CAN  | Q    |
| 2 | 18  | Stefano Pozzolini | ITA  | Q    |
| 3 | 2   | Graham Watanabe   | USA  |      |
| 4 | 31  | Regino Hernández  | ESP  |      |

#### Kwartfinales
1e kwartfinale
| # | Bib | Naam         | Land | Opm. |
| - | --- | ------------ | ---- | ---- |
| 1 | 17  | Seth Wescott | USA  | Q    |
| 2 | 8   | Nate Holland | USA  | Q    |
| 3 | 16  | Fabio Caduff | SUI  |      |
| 4 | 9   | Damon Hayler | AUS  |      |

2e kwartfinale
| # | Bib | Naam            | Land | Opm. |
| - | --- | --------------- | ---- | ---- |
| 1 | 5   | Mario Fuchs     | AUT  | Q    |
| 2 | 12  | Lukas Grüner    | AUT  | Q    |
| 3 | 20  | Andrey Boldykov | RUS  |      |
| 4 | 13  | Michal Novotny  | CZE  |      |

3e kwartfinale
| # | Bib | Naam            | Land | Opm. |
| - | --- | --------------- | ---- | ---- |
| 1 | 3   | Mike Robertson  | CAN  | Q    |
| 2 | 14  | Tony Ramoin     | FRA  | Q    |
| 3 | 6   | Pierre Vaultier | FRA  |      |
| 4 | 11  | Drew Neilson    | CAN  |      |

4e Kwartfinale
| # | Bib | Naam              | Land | Opm. |
| - | --- | ----------------- | ---- | ---- |
| 1 | 10  | Robert Fagan      | CAN  | Q    |
| 2 | 26  | David Speiser     | GER  | Q    |
| 3 | 18  | Stefano Pozzolini | ITA  |      |
| 4 | 15  | Francois Boivin   | CAN  |      |

#### Halve finales
1e halve finale
| # | Bib | Naam         | Land | Opm. |
| - | --- | ------------ | ---- | ---- |
| 1 | 8   | Nate Holland | USA  | Q    |
| 2 | 17  | Seth Wescott | USA  | Q    |
| 3 | 12  | Lukas Grüner | AUT  |      |
| 4 | 5   | Mario Fuchs  | AUT  |      |

2e halve finale
| # | Bib | Naam           | Land | Opm. |
| - | --- | -------------- | ---- | ---- |
| 1 | 3   | Mike Robertson | CAN  | Q    |
| 2 | 14  | Tony Ramoin    | FRA  | Q    |
| 3 | 10  | Robert Fagan   | CAN  |      |
| 4 | 26  | David Speiser  | GER  |      |

#### Finales
Grote finale
| #      | Bib | Naam           | Land |
| ------ | --- | -------------- | ---- |
| Goud   | 17  | Seth Wescott   | USA  |
| Zilver | 3   | Mike Robertson | CAN  |
| Brons  | 14  | Tony Ramoin    | FRA  |
| 4      | 8   | Nate Holland   | USA  |

Kleine finale
| # | Bib | Naam          | Land |
| - | --- | ------------- | ---- |
| 5 | 10  | Robert Fagan  | CAN  |
| 6 | 12  | Lukas Grüner  | AUT  |
| 7 | 5   | Mario Fuchs   | AUT  |
| 8 | 26  | David Speiser | GER  |